# FC Lusitanos
FC Lusitanos byl andorrský fotbalový klub z města Andorra la Vella. Byl založen roku 1999 a zanikl v roce 2020. Svým názvem i znakem se hlásil k portugalské etnické identitě. Dvakrát vyhrál andorrskou ligu (2011–12, 2012–13) a jednou andorrský pohár (2002). V roce 2010 se poprvé podíval do evropských pohárů, zúčastnil se jich šestkrát. Nikdy se mu v nich nepodařilo zvítězit.

## Výsledky v evropských pohárech
| Sezóna  | Soutěž        | Kolo        | Soupeř          | Doma | Venku | Celkem |
| ------- | ------------- | ----------- | --------------- | ---- | ----- | ------ |
| 2010–11 | Evropská liga | 1. předkolo | FK Rabotnički   | 0–6  | 0–5   | 0–11   |
| 2011–12 | Evropská liga | 1. předkolo | NK Varaždin     | 0–1  | 1–5   | 1–6    |
| 2012–13 | Liga mistrů   | 1. předkolo | Valletta FC     | 0–1  | 0–8   | 0–9    |
| 2013–14 | Liga mistrů   | 1. předkolo | EB/Streymur     | 2–2  | 1–5   | 3–7    |
| 2015–16 | Evropská liga | 1. předkolo | West Ham United | 0–1  | 0–3   | 0–4    |
| 2016–17 | Evropská liga | 1. předkolo | NK Domžale      | 1–2  | 1–3   | 2–5    |